# Кућа Богдана Гавриловића
Кућа Богдана Гавриловића се налази у Београду, на територији градске општине Врачар.  Подигнута је 1928. године и представља непокретно културно добро као споменик културе.
Кућа је подигнута за Богдана Гавриловића, наставника Велике школе, професора Техничког и Филозофског факултета, ректора Београдског универзитета, академика и председника Српске академије наука и уметности.
Представља релативно скромну грађанску кућу, традиционално окренуту ка дворишту, са фасадом обликованом у академском маниру, са доследно спроведеном поделом по хоризонтали и сведеном декоративном пластиком. Значај грађевине проистиче из чињенице да је у њој живео и радио др Богдан Гавриловић (1863-1947), угледни математичар и хуманиста. У кући је сачувана лична заоставштина која сведочи о овој истакнутој личности српске просвете и културе. Осим тога, кућа представља солидно остварење београдске академске архитектуре с краја 19. века.